# Bajt Kurajn
Bajt Kurajn (arab. بيت قرين) – wieś w Syrii, w muhafazie Hims. W 2004 roku liczyła 808 mieszkańców.